# Georg Boness
Georg Leopold Waldemar Boness (* 11. September 1896 in Stettin; † 21. Juni 1944 in Berlin) war ein deutscher SA-Führer und politischer Funktionär. Boness war Anfang der 1930er Jahre in der Führung der Berliner SA tätig und später leitend in der Arisierung jüdischen Besitzes tätig.

## Leben und Tätigkeit

### Frühes Leben
Bonness wurde als Sohn des damaligen preußischen Oberleutnants Wilhelm Boness und seiner Ehefrau Gertrud Boness, geb. Ernst, in Stettin geboren. Nachdem sein Vater seinen Abschied nahm, zog die Familie nach Hamburg. Hier besuchte Boness das Realgymnasium in Eppendorf, das er mit dem Abitur abschloss.
Am 8. August 1914, kurz nach dem Beginn des Ersten Weltkriegs, wurden seine Mutter und seine Schwester Alice von russischen Kosaken getötet. Sein Vater starb am 18. Oktober 1916 als Oberstleutnant bei Ablaincourt an der Westfront.
Bonness selbst trat im Oktober 1915 als Junker in das 3. Garde-Feldartillerie-Regiment der preußischen Armee ein. Anschließend nahm er knapp drei Jahre lang am Krieg teil. Am 11. September 1917 wurde er zum Leutnant befördert. Später wechselte er zur Tankabteilung 4, wo er bis zum Ende des Krieges verblieb. Während des Krieges wurde er dreimal verwundet und erhielt u. a. das Eiserne Kreuz 1. Klasse.
Nach Kriegsende gehörte Boness einem Freikorps an, mit dem er im Osten kämpfte. Anschließend ging er zur Reichswehr-Kraftfahrabteilung 7 in Münster. Dort wurde er zum Wehrkreiskommando kommandiert, wo er in der militärischen Überwachungsabteilung arbeitete. Seine Haupttätigkeit dort bestand in der Überwachung der politischen Parteien und der Unterdrückung von Propaganda innerhalb Reichswehr. Nebenbei kontrollierte er die Presse.
Aufgrund der durch die Bestimmungen des Versailler Vertrages bedingten Heeresverminderung erhielt er im Dezember 1920 seinen Abschied. Danach arbeitete er vom 1. Januar bis 31. März 1921 noch einige Monate beim lokalen Oberpräsidenten in seiner bisherigen Tätigkeit weiter, bis die entsprechende Abteilung aufgelöst wurde.
Nach kurzzeitiger Tätigkeit als Organisator bei einigen nationalen Verbänden vom 1. April bis 31. August 1921 trat er im Januar 1922 als kaufmännischer Angestellter in ein rheinisches Werk in Rheydt ein. Dort erreichte er die Stellung eines 1. Einkaufsbeamten.
Im Gefolge der Besetzung des Ruhrgebietes durch die französische Armee zu Beginn des Jahres 1923 wurde Boness am 8. Februar durch eine „ordre“ des Bureaux de la Belgique auf Anordnung der Hohen Interalliierte Besatzungskommission für das Rheingebiet von der belgisch-französischen Besatzungsverwaltung aus dem besetzten Gebiet ausgewiesen. Als Grund wurde angegeben, dass er als ehemaliger Offizier Propaganda gegen die Besatzungstruppen getrieben und so ihre Sicherheit gefährdet habe, dass er sich Besatzungsangehörigen gegenüber ungehörig benommen habe, sowie dass er sich als Spitzel betätigt habe.
Er ging daraufhin nach Berlin, wo er am 5. April 1923 als Mitarbeit in die Dienststelle des Reichskommissars zur Überwachung der öffentlichen Ordnung eintrat. Dort bearbeitete er bis zum Monatsende aushilfsweise die Presse.

### Tätigkeit in der SA
Boness begann sich Ende der 1920er Jahre in der Sturmabteilung (SA), dem Straßenkampfverband der NSDAP, zu betätigen. Zum 1. Juli 1931 trat er der NSDAP bei (Mitgliedsnummer 573.215). 1932 wurde er in den Stab der SA-Gruppe Berlin-Brandenburg aufgenommen. In dieser galt er als Protegé von Karl Ernst, der im März 1933 zum Führer der Gruppe und damit zum Kommandeur der SA in Berlin und Brandenburg ernannt wurde.
Nach dem Machtantritt der Nationalsozialisten 1933 wurde Boness zum Verbindungsmann zwischen der SA-Gruppe Berlin-Brandenburg und der Gauleitung Berlin, d. h. der Leitung der Parteiorganisation der NSDAP in Berlin, mit dem Rang eines SA-Sturmbannführers ernannt. Aus dieser Stellung wurde er schließlich entfernt, da der Propagandaminister Joseph Goebbels erfahren hatte, dass Boness ihn wegen seiner zahlreichen außerehelichen Affären als „Reichszuchtstier“ verspottet hatte, so dass Goebbels auf Boness' Absetzung bestand. Am 13. Mai 1933 wurde er in seiner Stellung durch Otto Kunze ersetzt. Die von Goebbels verlangte Ausschließung von Boness aus der SA unterblieb jedoch, da Ernst und der Stabschef der SA Ernst Röhm ihre schützende Hand über Boness legten.
Dank der Protektion Ernsts übernahm Boness, der zum Obersturmbannführer befördert wurde, die Leitung der Arisierung der Aronwerke, einer nach nationalsozialistischen Maßstäben „jüdischen“ Firma, die sich mit der Herstellung elektrischer Geräte befasste. Die Firma wurde in diesem Jahr in Heliowatt umbenannt. Der Inhaber der Mehrheitsanteile der Firma, Manfred Aron, wurde in Schutzhaft genommen und gezwungen, einer Berufung von Boness in den Firmenvorstand zuzustimmen. Im Zuge der sukzessiven Anpassung der Firmenorganisation und -struktur wurde Manfred Aron schließlich genötigt, seine Firmenanteile 1935 an die Deutsche Bank zu übertragen.
Boness schied später aus dem Aufsichtsrat der Heliowatt aus, war aber weiter in die Arisierung jüdischen Besitzes verwickelt, so u. a. in die Konfiskation der Familie Schottländer: Der Gauleiter Josef Wagner ernannte Boness zum Treuhänder des Schottländer’schen Vermögens, das unter seiner Ägide enteignet und verwertet wurde. Wegen der staatlichen Erhebung von Judenvermögensabgaben und Reichsfluchtsteuer führte Boness dem Finanzamt Breslau mehr als 1.000.000 Reichsmark aus dem zwangsverwalteten Besitz der Familie zu.
Während des Zweiten Weltkriegs wurde Boness als Offizier reaktiviert. Er starb als Hauptmann am 21. Juni 1944 während eines alliierten Fliegerangriffs auf Berlin. Sein Grab befindet sich auf der Kriegsgräberstätte im Waldfriedhof Stahnsdorf in Berlin-Wilmersdorf.